# Margaret Wemyss (3e comtesse de Wemyss)
Margaret Wemyss, 3e comtesse de Wemyss et comtesse de Cromarty (1er janvier 1659 - 11 mars 1705) est une pair écossaise à part entière.

## Biographie
Elle est la fille de David Wemyss (2e comte de Wemyss) et Margaret Leslie, fille de John Leslie (6e comte de Rothes). Elle accède au titre de famille en 1679, étant le seul enfant à avoir survécu à son père.
Le 28 mars 1672, Margaret épouse son cousin, James Weymss de Caskieberry (qui est par la suite créé Lord Burntisland à vie) et ils ont trois enfants survivants:
- Anne (décédée en 1702), mariée à David Leslie (3e comte de Leven)
- David Wemyss (4e comte de Wemyss) (1678-1720)
- Margaret, mariée à David Carnegie (4e comte de Northesk).

Après la mort de Lord Burntisland en 1682, la comtesse épouse George Mackenzie (1er comte de Cromartie).